# صوفيا كارلسون
صوفيا كارلسون (بالسويدية: Sofia Karlsson)‏ هي مغنية وكاتبة غنائية سويدية، ولدت في 25 مارس 1975 في Gamla Enskede ‏ في السويد.

## وصلات خارجية
- صوفيا كارلسون على موقع IMDb (الإنجليزية)
- صوفيا كارلسون على موقع ميوزك برينز (الإنجليزية)
- صوفيا كارلسون على موقع أول ميوزيك (الإنجليزية)
- صوفيا كارلسون على موقع أول ميوزيك (الإنجليزية)
- صوفيا كارلسون على موقع ديسكوغز (الإنجليزية)